# Omloop Het Nieuwsblad for kvinder 2019
Omloop Het Nieuwsblad for kvinder 2019 var den 14. udgave af cykelløbet Omloop Het Nieuwsblad. Løbet var en del af den internationale UCI-kalender for damer og blev arrangeret 2. marts 2019. Det blev vundet af hollandske Chantal Blaak fra Boels-Dolmans.

## Hold og ryttere
| UCI Women's Teams (19)- Alé Cipollini - BePink - Bigla - Boels Dolmans - BTC City Ljubljana - Canyon-SRAM Racing - CCC-Liv - Doltcini-Van Eyck Sport - FDJ-Nouvelle Aquitaine-Futuroscope - Health Mate-Ladies Team - Hitec Products - Lotto Soudal Ladies - Mitchelton-Scott - Movistar Team - Parkhotel Valkenburg-Destil - Sunweb Women - Trek-Segafredo - Valcar Cylance - Virtu Cycling Women Amatørkvindehold (4)- Isorex - Keukens Redant - Multum Accountants - Rogelli-Gyproc Regional- og klubhold- World Cycling Centre |
| |

### Danske ryttere
- Christina Siggaard kørte for Team Virtu Cycling Women
- Josefine Huitfeldt kørte for Multum Accountants

## Resultater
| \| Samlede stilling \| Samlede stilling \| Samlede stilling \| Samlede stilling \| Samlede stilling \| \| Rytter \| Rytter \| Hold \| Tid \| \| \| ---------------- \| -------------------- \| -------------------- \| ---------------- \| ---------------- \| \| 1. \| Chantal Blaak \| Boels Dolmans \| 3t 20' 58" \| \| \| 2. \| Marta Bastianelli \| Virtu Cycling Women \| + 1' 09" \| \| \| 3. \| Jip van den Bos \| Boels Dolmans \| + 1' 09" \| \| \| 4. \| Annemiek van Vleuten \| Mitchelton-Scott \| + 1' 09" \| \| \| 5. \| Alexis Ryan \| Canyon-SRAM Racing \| + 1' 09" \| \| \| 6. \| Jeanne Korevaar \| CCC-Liv \| + 1' 09" \| \| \| 7. \| Aude Biannic \| Movistar Team \| + 1' 09" \| \| \| 8. \| Sofie De Vuyst \| Parkhotel Valkenburg \| + 1' 09" \| \| \| 9. \| Christina Siggaard \| Virtu Cycling Women \| + 1' 09" \| \| \| 10. \| Floortje Mackaij \| Sunweb \| + 1' 09" \| \| |                      |                      |            |
| |                      |                      |            |
| Kilde: ProCyclingStats |                      |                      |            |
| Samlede stilling |                      |                      |            |
| Rytter | Rytter               | Hold                 | Tid        |
| 1. | Chantal Blaak        | Boels Dolmans        | 3t 20' 58" |
| 2. | Marta Bastianelli    | Virtu Cycling Women  | + 1' 09"   |
| 3. | Jip van den Bos      | Boels Dolmans        | + 1' 09"   |
| 4. | Annemiek van Vleuten | Mitchelton-Scott     | + 1' 09"   |
| 5. | Alexis Ryan          | Canyon-SRAM Racing   | + 1' 09"   |
| 6. | Jeanne Korevaar      | CCC-Liv              | + 1' 09"   |
| 7. | Aude Biannic         | Movistar Team        | + 1' 09"   |
| 8. | Sofie De Vuyst       | Parkhotel Valkenburg | + 1' 09"   |
| 9. | Christina Siggaard   | Virtu Cycling Women  | + 1' 09"   |
| 10. | Floortje Mackaij     | Sunweb               | + 1' 09"   |

## Startliste
| Virtu Cycling Women TVC | Virtu Cycling Women TVC            | Virtu Cycling Women TVC |
| ----------------------- | ---------------------------------- | ----------------------- |
| Nr.                     | Rytter                             | Placering               |
| 1                       | Christina Siggaard (DEN)           | 9.                      |
| 2                       | Barbara Guarischi (ITA)            | 43.                     |
| 3                       | Anouska Koster (NED)               | 16.                     |
| 4                       | Marta Bastianelli (ITA) (landevej) | 2.                      |
| 5                       | Mieke Kröger (GER)                 | 73.                     |
| 6                       | Emilie Moberg (NOR)                | 72.                     |

| Lotto Soudal Ladies LSL | Lotto Soudal Ladies LSL  | Lotto Soudal Ladies LSL |
| ----------------------- | ------------------------ | ----------------------- |
| Nr.                     | Rytter                   | Placering               |
| 11                      | Alana Castrique (BEL)    | 53.                     |
| 12                      | Danique Braam (NED)      | 52.                     |
| 13                      | Dani Christmas (GBR)     | 31.                     |
| 14                      | Nguyễn Thị Thật (VIE)    | DNF                     |
| 15                      | Puck Moonen (NED)        | DNF                     |
| 16                      | Julie Van de Velde (BEL) | DNS                     |

| Doltcini-Van Eyck Sport DVE | Doltcini-Van Eyck Sport DVE   | Doltcini-Van Eyck Sport DVE |
| --------------------------- | ----------------------------- | --------------------------- |
| Nr.                         | Rytter                        | Placering                   |
| 21                          | Saartje Vandenbroucke (BEL)   | 76.                         |
| 22                          | Jesse Vandenbulcke (BEL)      | 49.                         |
| 23                          | Bryony van Velzen (NED)       | 35.                         |
| 24                          | Daniela Reis (POR) (landevej) | 47.                         |
| 25                          | Marion Sicot (FRA)            | 71.                         |
| 26                          | Séverine Eraud (FRA)          | DNF                         |

| Health Mate-Ladies Team HMT | Health Mate-Ladies Team HMT   | Health Mate-Ladies Team HMT |
| --------------------------- | ----------------------------- | --------------------------- |
| Nr.                         | Rytter                        | Placering                   |
| 31                          | Christina Schweinberger (AUT) | 82.                         |
| 32                          | Kathrin Schweinberger (AUT)   | 58.                         |
| 33                          | Sara Mustonen (SWE)           | DNF                         |
| 34                          | Kylie Waterreus (NED)         | DNF                         |
| 35                          | Laura Süßemilch (GER)         | DNF                         |
| 36                          | Fien Delbaere (BEL)           | 78.                         |

| World Cycling Centre WCC | World Cycling Centre WCC   | World Cycling Centre WCC |
| ------------------------ | -------------------------- | ------------------------ |
| Nr.                      | Rytter                     | Placering                |
| 41                       | Agua Marina Espinola (PAR) | 70.                      |
| 42                       | Teniel Campbell (TTO)      | 67.                      |
| 43                       | Anastasija Kolesava (BLR)  | 69.                      |
| 44                       | Alice Sharpe (IRL)         | DNF                      |
| 45                       | Anabel Yapura (ARG)        | DNF                      |
| 46                       | Marlen Reusser (SUI)       | 25.                      |

| Alé Cipollini ALE | Alé Cipollini ALE             | Alé Cipollini ALE |
| ----------------- | ----------------------------- | ----------------- |
| Nr.               | Rytter                        | Placering         |
| 51                | Chloe Hosking (AUS)           | 14.               |
| 52                | Soraya Paladin (ITA)          | 18.               |
| 53                | Nadia Quagliotto (ITA)        | 87.               |
| 54                | Eri Yonamine (JPN) (landevej) | 30.               |
| 55                | Diana Peñuela (COL)           | 77.               |
| 56                | Romy Kasper (GER)             | 60.               |

| Bigla BIG | Bigla BIG                     | Bigla BIG |
| --------- | ----------------------------- | --------- |
| Nr.       | Rytter                        | Placering |
| 61        | Elizabeth Banks (GBR)         | 51.       |
| 63        | Leah Thomas (USA)             | 20.       |
| 64        | Maria Vittoria Sperotto (ITA) | 50.       |
| 65        | Mikayla Harvey (NZL)          | 64.       |
| 66        | Nicole Hanselmann (SUI)       | 74.       |

| Bepink BPK | Bepink BPK             | Bepink BPK |
| ---------- | ---------------------- | ---------- |
| Nr.        | Rytter                 | Placering  |
| 71         | Silvia Zanardi (ITA)   | DNF        |
| 72         | Nicole Steigenga (NED) | 63.        |
| 73         | Tatiana Guderzo (ITA)  | 88.        |
| 74         | Rachele Barbieri (ITA) | DNF        |
| 75         | Katia Ragusa (ITA)     | DNF        |
| 76         | Chiara Perini (ITA)    | DNF        |

| Boels Dolmans DLT | Boels Dolmans DLT                     | Boels Dolmans DLT |
| ----------------- | ------------------------------------- | ----------------- |
| Nr.               | Rytter                                | Placering         |
| 81                | Chantal Blaak (NED) (landevej)        | 1.                |
| 82                | Anna van der Breggen (NED) (landevej) | 11.               |
| 83                | Jip van den Bos (NED)                 | 3.                |
| 84                | Eva Buurman (NED)                     | 75.               |
| 85                | Christine Majerus (LUX) (landevej)    | DNF               |
| 86                | Skylar Schneider (USA)                | 90.               |

| BTC City Ljubljana BTC | BTC City Ljubljana BTC   | BTC City Ljubljana BTC |
| ---------------------- | ------------------------ | ---------------------- |
| Nr.                    | Rytter                   | Placering              |
| 91                     | Urša Pintar (SLO)        | DNF                    |
| 92                     | Eugenia Bujak (SLO)      | 19.                    |
| 93                     | Maaike Boogaard (NED)    | DNF                    |
| 94                     | Anja Longyka (SLO)       | DNF                    |
| 95                     | Monique van de Ree (NED) | DNF                    |
| 96                     | Urška Žigart (SLO)       | 84.                    |

| Canyon-SRAM Racing CSR | Canyon-SRAM Racing CSR     | Canyon-SRAM Racing CSR |
| ---------------------- | -------------------------- | ---------------------- |
| Nr.                    | Rytter                     | Placering              |
| 101                    | Alice Barnes (GBR)         | 46.                    |
| 102                    | Hannah Barnes (GBR)        | 28.                    |
| 103                    | Elena Cecchini (ITA)       | 12.                    |
| 104                    | Tiffany Cromwell (AUS)     | 34.                    |
| 105                    | Katarzyna Niewiadoma (POL) | 17.                    |
| 106                    | Alexis Ryan (USA)          | 5.                     |

| CCC-Liv CCC | CCC-Liv CCC                             | CCC-Liv CCC |
| ----------- | --------------------------------------- | ----------- |
| Nr.         | Rytter                                  | Placering   |
| 111         | Agnieszka Skalniak-Sójka (POL)          | 48.         |
| 112         | Valerie Demey (BEL)                     | 26.         |
| 113         | Riejanne Markus (NED)                   | 29.         |
| 114         | Evy Kuijpers (NED)                      | 59.         |
| 115         | Ashleigh Moolman-Pasio (RSA) (landevej) | 24.         |
| 116         | Jeanne Korevaar (NED)                   | 6.          |

| FDJ-Nouvelle Aquitaine-Futuroscope FDJ | FDJ-Nouvelle Aquitaine-Futuroscope FDJ | FDJ-Nouvelle Aquitaine-Futuroscope FDJ |
| -------------------------------------- | -------------------------------------- | -------------------------------------- |
| Nr.                                    | Rytter                                 | Placering                              |
| 121                                    | Charlotte Bravard (FRA)                | DNF                                    |
| 122                                    | Maëlle Grossetête (FRA)                | DNF                                    |
| 123                                    | Lauren Kitchen (AUS)                   | DNF                                    |
| 124                                    | Greta Richioud (FRA)                   | DNF                                    |
| 125                                    | Shara Gillow (AUS)                     | 27.                                    |
| 126                                    | Jade Wiel (FRA)                        | 68.                                    |

| Hitec Products-Birk Sport HPU | Hitec Products-Birk Sport HPU | Hitec Products-Birk Sport HPU |
| ----------------------------- | ----------------------------- | ----------------------------- |
| Nr.                           | Rytter                        | Placering                     |
| 131                           | Chanella Stougje (NED)        | DNF                           |
| 132                           | Amalie Lutro (NOR)            | DNF                           |
| 133                           | Vita Heine (NOR) (landevej)   | 23.                           |
| 134                           | Lucy Garner (GBR)             | 66.                           |
| 135                           | Ingrid Lorvik (NOR)           | DNF                           |
| 136                           | Julie Meyer Solvang (NOR)     | 83.                           |

| Mitchelton-Scott MTS | Mitchelton-Scott MTS       | Mitchelton-Scott MTS |
| -------------------- | -------------------------- | -------------------- |
| Nr.                  | Rytter                     | Placering            |
| 141                  | Sarah Roy (AUS)            | 13.                  |
| 142                  | Georgia Williams (NZL)     | 79.                  |
| 143                  | Jessica Allen (AUS)        | 56.                  |
| 144                  | Gracie Elvin (AUS)         | 61.                  |
| 145                  | Grace Brown (AUS)          | 36.                  |
| 146                  | Annemiek van Vleuten (NED) | 4.                   |

| Movistar Team MOV | Movistar Team MOV                    | Movistar Team MOV |
| ----------------- | ------------------------------------ | ----------------- |
| Nr.               | Rytter                               | Placering         |
| 151               | Aude Biannic (FRA) (landevej)        | 7.                |
| 152               | Roxane Fournier (FRA)                | 32.               |
| 153               | Alicia González Blanco (ESP)         | 85.               |
| 154               | Sheyla Gutiérrez (ESP)               | DNF               |
| 155               | Małgorzata Jasińska (POL) (landevej) | 39.               |
| 156               | Gloria Rodríguez (ESP)               | DNF               |

| Parkhotel Valkenburg PHV | Parkhotel Valkenburg PHV     | Parkhotel Valkenburg PHV |
| ------------------------ | ---------------------------- | ------------------------ |
| Nr.                      | Rytter                       | Placering                |
| 161                      | Ann-Sophie Duyck (BEL)       | 62.                      |
| 162                      | Esther van Veen (NED)        | DNF                      |
| 163                      | Lorena Wiebes (NED)          | DNF                      |
| 164                      | Roxane Knetemann (NED)       | 40.                      |
| 165                      | Meike Uiterwijk Winkel (NED) | DNF                      |
| 166                      | Sofie De Vuyst (BEL)         | 8.                       |

| Sunweb SUN | Sunweb SUN             | Sunweb SUN |
| ---------- | ---------------------- | ---------- |
| Nr.        | Rytter                 | Placering  |
| 171        | Lucinda Brand (NED)    | 38.        |
| 172        | Janneke Ensing (NED)   | 22.        |
| 173        | Juliette Labous (FRA)  | 44.        |
| 174        | Floortje Mackaij (NED) | 10.        |
| 175        | Leah Kirchmann (CAN)   | 45.        |
| 176        | Julia Soek (NED)       | 81.        |

| Trek-Segafredo TFS | Trek-Segafredo TFS                    | Trek-Segafredo TFS |
| ------------------ | ------------------------------------- | ------------------ |
| Nr.                | Rytter                                | Placering          |
| 181                | Audrey Cordon-Ragot (FRA)             | 41.                |
| 182                | Lotta Lepistö (FIN) (landevej)        | 33.                |
| 183                | Elisa Longo Borghini (ITA) (landevej) | 37.                |
| 184                | Ellen van Dijk (NED)                  | 21.                |
| 185                | Ruth Winder (USA)                     | 57.                |
| 186                | Tayler Wiles (USA)                    | 42.                |

| Valcar Cylance VAL | Valcar Cylance VAL      | Valcar Cylance VAL |
| ------------------ | ----------------------- | ------------------ |
| Nr.                | Rytter                  | Placering          |
| 191                | Alessia Vigilia (ITA)   | 89.                |
| 192                | Chiara Consonni (ITA)   | DNF                |
| 193                | Vittoria Guazzini (ITA) | DNF                |
| 194                | Silvia Pollicini (ITA)  | DNF                |
| 195                | Silvia Persico (ITA)    | DNF                |
| 196                | Ilaria Sanguineti (ITA) | 86.                |

| Isorex DDG | Isorex DDG                | Isorex DDG |
| ---------- | ------------------------- | ---------- |
| Nr.        | Rytter                    | Placering  |
| 201        | Femke Verstichelen (BEL)  | DNF        |
| 202        | Crystal Lane-Wright (GBR) | DNF        |
| 203        | Antonia Gröndahl (FIN)    | 80.        |
| 204        | Marjolein Moreau (BEL)    | DNF        |
| 205        | Emily Meakin (GBR)        | DNF        |
| 206        | Camille Delestrait (BEL)  | DNF        |

| Keukens Redant ___ | Keukens Redant ___         | Keukens Redant ___ |
| ------------------ | -------------------------- | ------------------ |
| Nr.                | Rytter                     | Placering          |
| 211                | Stine Borgli (NOR)         | 15.                |
| 212                | Amber Lacompte (BEL)       | DNF                |
| 213                | Katie van Geyte (BEL)      | DNF                |
| 214                | Birgitte Ravndal (NOR)     | 91.                |
| 215                | Quinty van de Guchte (NED) | DNF                |
| 216                | Lone Meertens (BEL)        | 65.                |

| Multum Accountants ___ | Multum Accountants ___         | Multum Accountants ___ |
| ---------------------- | ------------------------------ | ---------------------- |
| Nr.                    | Rytter                         | Placering              |
| 221                    | Marion Norbert Riberolle (FRA) | 54.                    |
| 222                    | Chloë Turblin (FRA)            | DNF                    |
| 223                    | Kim van den Steen (BEL)        | DNF                    |
| 224                    | Lauren Creamer (IRL)           | DNF                    |
| 225                    | Josefine Huitfeldt             | DNF                    |
| 226                    | Aiko Uyttenhove (BEL)          | DNF                    |

| Rogelli-Gyproc ___ | Rogelli-Gyproc ___         | Rogelli-Gyproc ___ |
| ------------------ | -------------------------- | ------------------ |
| Nr.                | Rytter                     | Placering          |
| 231                | Rozemarijn Ammerlaan (NED) | 55.                |
| 232                | Nathalie Bex (BEL)         | DNF                |
| 233                | Ingrit Verhoeff (NED)      | DNF                |
| 234                | Cathalijne Hoolwerf (NED)  | DNF                |
| 235                | Eva Jonkers (NED)          | DNF                |
| 236                | Britt Knaven (BEL)         | DNF                |

| Virtu Cycling Women TVC | Virtu Cycling Women TVC            | Virtu Cycling Women TVC |
| ----------------------- | ---------------------------------- | ----------------------- |
| Nr.                     | Rytter                             | Placering               |
| 1                       | Christina Siggaard (DEN)           | 9.                      |
| 2                       | Barbara Guarischi (ITA)            | 43.                     |
| 3                       | Anouska Koster (NED)               | 16.                     |
| 4                       | Marta Bastianelli (ITA) (landevej) | 2.                      |
| 5                       | Mieke Kröger (GER)                 | 73.                     |
| 6                       | Emilie Moberg (NOR)                | 72.                     |

| Lotto Soudal Ladies LSL | Lotto Soudal Ladies LSL  | Lotto Soudal Ladies LSL |
| ----------------------- | ------------------------ | ----------------------- |
| Nr.                     | Rytter                   | Placering               |
| 11                      | Alana Castrique (BEL)    | 53.                     |
| 12                      | Danique Braam (NED)      | 52.                     |
| 13                      | Dani Christmas (GBR)     | 31.                     |
| 14                      | Nguyễn Thị Thật (VIE)    | DNF                     |
| 15                      | Puck Moonen (NED)        | DNF                     |
| 16                      | Julie Van de Velde (BEL) | DNS                     |

| Doltcini-Van Eyck Sport DVE | Doltcini-Van Eyck Sport DVE   | Doltcini-Van Eyck Sport DVE |
| --------------------------- | ----------------------------- | --------------------------- |
| Nr.                         | Rytter                        | Placering                   |
| 21                          | Saartje Vandenbroucke (BEL)   | 76.                         |
| 22                          | Jesse Vandenbulcke (BEL)      | 49.                         |
| 23                          | Bryony van Velzen (NED)       | 35.                         |
| 24                          | Daniela Reis (POR) (landevej) | 47.                         |
| 25                          | Marion Sicot (FRA)            | 71.                         |
| 26                          | Séverine Eraud (FRA)          | DNF                         |

| Health Mate-Ladies Team HMT | Health Mate-Ladies Team HMT   | Health Mate-Ladies Team HMT |
| --------------------------- | ----------------------------- | --------------------------- |
| Nr.                         | Rytter                        | Placering                   |
| 31                          | Christina Schweinberger (AUT) | 82.                         |
| 32                          | Kathrin Schweinberger (AUT)   | 58.                         |
| 33                          | Sara Mustonen (SWE)           | DNF                         |
| 34                          | Kylie Waterreus (NED)         | DNF                         |
| 35                          | Laura Süßemilch (GER)         | DNF                         |
| 36                          | Fien Delbaere (BEL)           | 78.                         |

| World Cycling Centre WCC | World Cycling Centre WCC   | World Cycling Centre WCC |
| ------------------------ | -------------------------- | ------------------------ |
| Nr.                      | Rytter                     | Placering                |
| 41                       | Agua Marina Espinola (PAR) | 70.                      |
| 42                       | Teniel Campbell (TTO)      | 67.                      |
| 43                       | Anastasija Kolesava (BLR)  | 69.                      |
| 44                       | Alice Sharpe (IRL)         | DNF                      |
| 45                       | Anabel Yapura (ARG)        | DNF                      |
| 46                       | Marlen Reusser (SUI)       | 25.                      |

| Alé Cipollini ALE | Alé Cipollini ALE             | Alé Cipollini ALE |
| ----------------- | ----------------------------- | ----------------- |
| Nr.               | Rytter                        | Placering         |
| 51                | Chloe Hosking (AUS)           | 14.               |
| 52                | Soraya Paladin (ITA)          | 18.               |
| 53                | Nadia Quagliotto (ITA)        | 87.               |
| 54                | Eri Yonamine (JPN) (landevej) | 30.               |
| 55                | Diana Peñuela (COL)           | 77.               |
| 56                | Romy Kasper (GER)             | 60.               |

| Bigla BIG | Bigla BIG                     | Bigla BIG |
| --------- | ----------------------------- | --------- |
| Nr.       | Rytter                        | Placering |
| 61        | Elizabeth Banks (GBR)         | 51.       |
| 63        | Leah Thomas (USA)             | 20.       |
| 64        | Maria Vittoria Sperotto (ITA) | 50.       |
| 65        | Mikayla Harvey (NZL)          | 64.       |
| 66        | Nicole Hanselmann (SUI)       | 74.       |

| Bepink BPK | Bepink BPK             | Bepink BPK |
| ---------- | ---------------------- | ---------- |
| Nr.        | Rytter                 | Placering  |
| 71         | Silvia Zanardi (ITA)   | DNF        |
| 72         | Nicole Steigenga (NED) | 63.        |
| 73         | Tatiana Guderzo (ITA)  | 88.        |
| 74         | Rachele Barbieri (ITA) | DNF        |
| 75         | Katia Ragusa (ITA)     | DNF        |
| 76         | Chiara Perini (ITA)    | DNF        |

| Boels Dolmans DLT | Boels Dolmans DLT                     | Boels Dolmans DLT |
| ----------------- | ------------------------------------- | ----------------- |
| Nr.               | Rytter                                | Placering         |
| 81                | Chantal Blaak (NED) (landevej)        | 1.                |
| 82                | Anna van der Breggen (NED) (landevej) | 11.               |
| 83                | Jip van den Bos (NED)                 | 3.                |
| 84                | Eva Buurman (NED)                     | 75.               |
| 85                | Christine Majerus (LUX) (landevej)    | DNF               |
| 86                | Skylar Schneider (USA)                | 90.               |

| BTC City Ljubljana BTC | BTC City Ljubljana BTC   | BTC City Ljubljana BTC |
| ---------------------- | ------------------------ | ---------------------- |
| Nr.                    | Rytter                   | Placering              |
| 91                     | Urša Pintar (SLO)        | DNF                    |
| 92                     | Eugenia Bujak (SLO)      | 19.                    |
| 93                     | Maaike Boogaard (NED)    | DNF                    |
| 94                     | Anja Longyka (SLO)       | DNF                    |
| 95                     | Monique van de Ree (NED) | DNF                    |
| 96                     | Urška Žigart (SLO)       | 84.                    |

| Canyon-SRAM Racing CSR | Canyon-SRAM Racing CSR     | Canyon-SRAM Racing CSR |
| ---------------------- | -------------------------- | ---------------------- |
| Nr.                    | Rytter                     | Placering              |
| 101                    | Alice Barnes (GBR)         | 46.                    |
| 102                    | Hannah Barnes (GBR)        | 28.                    |
| 103                    | Elena Cecchini (ITA)       | 12.                    |
| 104                    | Tiffany Cromwell (AUS)     | 34.                    |
| 105                    | Katarzyna Niewiadoma (POL) | 17.                    |
| 106                    | Alexis Ryan (USA)          | 5.                     |

| CCC-Liv CCC | CCC-Liv CCC                             | CCC-Liv CCC |
| ----------- | --------------------------------------- | ----------- |
| Nr.         | Rytter                                  | Placering   |
| 111         | Agnieszka Skalniak-Sójka (POL)          | 48.         |
| 112         | Valerie Demey (BEL)                     | 26.         |
| 113         | Riejanne Markus (NED)                   | 29.         |
| 114         | Evy Kuijpers (NED)                      | 59.         |
| 115         | Ashleigh Moolman-Pasio (RSA) (landevej) | 24.         |
| 116         | Jeanne Korevaar (NED)                   | 6.          |

| FDJ-Nouvelle Aquitaine-Futuroscope FDJ | FDJ-Nouvelle Aquitaine-Futuroscope FDJ | FDJ-Nouvelle Aquitaine-Futuroscope FDJ |
| -------------------------------------- | -------------------------------------- | -------------------------------------- |
| Nr.                                    | Rytter                                 | Placering                              |
| 121                                    | Charlotte Bravard (FRA)                | DNF                                    |
| 122                                    | Maëlle Grossetête (FRA)                | DNF                                    |
| 123                                    | Lauren Kitchen (AUS)                   | DNF                                    |
| 124                                    | Greta Richioud (FRA)                   | DNF                                    |
| 125                                    | Shara Gillow (AUS)                     | 27.                                    |
| 126                                    | Jade Wiel (FRA)                        | 68.                                    |

| Hitec Products-Birk Sport HPU | Hitec Products-Birk Sport HPU | Hitec Products-Birk Sport HPU |
| ----------------------------- | ----------------------------- | ----------------------------- |
| Nr.                           | Rytter                        | Placering                     |
| 131                           | Chanella Stougje (NED)        | DNF                           |
| 132                           | Amalie Lutro (NOR)            | DNF                           |
| 133                           | Vita Heine (NOR) (landevej)   | 23.                           |
| 134                           | Lucy Garner (GBR)             | 66.                           |
| 135                           | Ingrid Lorvik (NOR)           | DNF                           |
| 136                           | Julie Meyer Solvang (NOR)     | 83.                           |

| Mitchelton-Scott MTS | Mitchelton-Scott MTS       | Mitchelton-Scott MTS |
| -------------------- | -------------------------- | -------------------- |
| Nr.                  | Rytter                     | Placering            |
| 141                  | Sarah Roy (AUS)            | 13.                  |
| 142                  | Georgia Williams (NZL)     | 79.                  |
| 143                  | Jessica Allen (AUS)        | 56.                  |
| 144                  | Gracie Elvin (AUS)         | 61.                  |
| 145                  | Grace Brown (AUS)          | 36.                  |
| 146                  | Annemiek van Vleuten (NED) | 4.                   |

| Movistar Team MOV | Movistar Team MOV                    | Movistar Team MOV |
| ----------------- | ------------------------------------ | ----------------- |
| Nr.               | Rytter                               | Placering         |
| 151               | Aude Biannic (FRA) (landevej)        | 7.                |
| 152               | Roxane Fournier (FRA)                | 32.               |
| 153               | Alicia González Blanco (ESP)         | 85.               |
| 154               | Sheyla Gutiérrez (ESP)               | DNF               |
| 155               | Małgorzata Jasińska (POL) (landevej) | 39.               |
| 156               | Gloria Rodríguez (ESP)               | DNF               |

| Parkhotel Valkenburg PHV | Parkhotel Valkenburg PHV     | Parkhotel Valkenburg PHV |
| ------------------------ | ---------------------------- | ------------------------ |
| Nr.                      | Rytter                       | Placering                |
| 161                      | Ann-Sophie Duyck (BEL)       | 62.                      |
| 162                      | Esther van Veen (NED)        | DNF                      |
| 163                      | Lorena Wiebes (NED)          | DNF                      |
| 164                      | Roxane Knetemann (NED)       | 40.                      |
| 165                      | Meike Uiterwijk Winkel (NED) | DNF                      |
| 166                      | Sofie De Vuyst (BEL)         | 8.                       |

| Sunweb SUN | Sunweb SUN             | Sunweb SUN |
| ---------- | ---------------------- | ---------- |
| Nr.        | Rytter                 | Placering  |
| 171        | Lucinda Brand (NED)    | 38.        |
| 172        | Janneke Ensing (NED)   | 22.        |
| 173        | Juliette Labous (FRA)  | 44.        |
| 174        | Floortje Mackaij (NED) | 10.        |
| 175        | Leah Kirchmann (CAN)   | 45.        |
| 176        | Julia Soek (NED)       | 81.        |

| Trek-Segafredo TFS | Trek-Segafredo TFS                    | Trek-Segafredo TFS |
| ------------------ | ------------------------------------- | ------------------ |
| Nr.                | Rytter                                | Placering          |
| 181                | Audrey Cordon-Ragot (FRA)             | 41.                |
| 182                | Lotta Lepistö (FIN) (landevej)        | 33.                |
| 183                | Elisa Longo Borghini (ITA) (landevej) | 37.                |
| 184                | Ellen van Dijk (NED)                  | 21.                |
| 185                | Ruth Winder (USA)                     | 57.                |
| 186                | Tayler Wiles (USA)                    | 42.                |

| Valcar Cylance VAL | Valcar Cylance VAL      | Valcar Cylance VAL |
| ------------------ | ----------------------- | ------------------ |
| Nr.                | Rytter                  | Placering          |
| 191                | Alessia Vigilia (ITA)   | 89.                |
| 192                | Chiara Consonni (ITA)   | DNF                |
| 193                | Vittoria Guazzini (ITA) | DNF                |
| 194                | Silvia Pollicini (ITA)  | DNF                |
| 195                | Silvia Persico (ITA)    | DNF                |
| 196                | Ilaria Sanguineti (ITA) | 86.                |

| Isorex DDG | Isorex DDG                | Isorex DDG |
| ---------- | ------------------------- | ---------- |
| Nr.        | Rytter                    | Placering  |
| 201        | Femke Verstichelen (BEL)  | DNF        |
| 202        | Crystal Lane-Wright (GBR) | DNF        |
| 203        | Antonia Gröndahl (FIN)    | 80.        |
| 204        | Marjolein Moreau (BEL)    | DNF        |
| 205        | Emily Meakin (GBR)        | DNF        |
| 206        | Camille Delestrait (BEL)  | DNF        |

| Keukens Redant ___ | Keukens Redant ___         | Keukens Redant ___ |
| ------------------ | -------------------------- | ------------------ |
| Nr.                | Rytter                     | Placering          |
| 211                | Stine Borgli (NOR)         | 15.                |
| 212                | Amber Lacompte (BEL)       | DNF                |
| 213                | Katie van Geyte (BEL)      | DNF                |
| 214                | Birgitte Ravndal (NOR)     | 91.                |
| 215                | Quinty van de Guchte (NED) | DNF                |
| 216                | Lone Meertens (BEL)        | 65.                |

| Multum Accountants ___ | Multum Accountants ___         | Multum Accountants ___ |
| ---------------------- | ------------------------------ | ---------------------- |
| Nr.                    | Rytter                         | Placering              |
| 221                    | Marion Norbert Riberolle (FRA) | 54.                    |
| 222                    | Chloë Turblin (FRA)            | DNF                    |
| 223                    | Kim van den Steen (BEL)        | DNF                    |
| 224                    | Lauren Creamer (IRL)           | DNF                    |
| 225                    | Josefine Huitfeldt             | DNF                    |
| 226                    | Aiko Uyttenhove (BEL)          | DNF                    |

| Rogelli-Gyproc ___ | Rogelli-Gyproc ___         | Rogelli-Gyproc ___ |
| ------------------ | -------------------------- | ------------------ |
| Nr.                | Rytter                     | Placering          |
| 231                | Rozemarijn Ammerlaan (NED) | 55.                |
| 232                | Nathalie Bex (BEL)         | DNF                |
| 233                | Ingrit Verhoeff (NED)      | DNF                |
| 234                | Cathalijne Hoolwerf (NED)  | DNF                |
| 235                | Eva Jonkers (NED)          | DNF                |
| 236                | Britt Knaven (BEL)         | DNF                |